# جوني تايلور (مغني)
جوني تايلور (بالإنجليزية: Johnnie Taylor)‏ هو مغني أمريكي، ولد في 5 مايو 1934 في كراوفوردسفيل في الولايات المتحدة، وتوفي في 31 مايو 2000 في دالاس في الولايات المتحدة بسبب نوبة قلبية.

## وصلات خارجية
- جوني تايلور على موقع IMDb (الإنجليزية)
- جوني تايلور على موقع ميوزك برينز (الإنجليزية)
- جوني تايلور على موقع أول ميوزيك (الإنجليزية)
- جوني تايلور على موقع ديسكوغز (الإنجليزية)